# European Physical Society
De European Physical Society (EPS) is een organisatie zonder winstoogmerk die tot doel heeft de natuurkunde te bevorderen in Europa. Er zijn 42 nationale organisaties lid van de EPS, die samen ongeveer 100.000 leden hebben. Naast deze institutionele leden heeft de EPS nog circa 3200 individuele leden. De organisatie is opgericht in 1968.
De EPS geeft verschillende tijdschriften uit, waaronder European Physics Letters, European Physical Journal en Europhysics News.